# 大鼓
大鼓 (英語：Bass Drum)，泛指體積較大的雙皮鼓。在西洋打擊樂器中較常使用。兩邊鼓面原來用動物皮革製作，近年已全改用塑膠或纖維鼓面。鼓桶原本用木製作，現在和定音鼓、小鼓一樣，都改用較輕的合成纖維材料製造。
現時所指的大鼓，主要可分為三種：

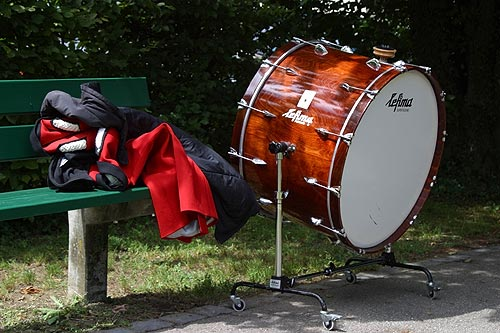
管絃樂團中使用的大鼓，採用懸掛式的的鼓架

- 用於管絃樂團中，英文稱為“Concert Bass Drum”，直徑32英吋至40英吋，以36英吋較常使用；深度約16英吋至20英吋，聲音沉厚，而餘音較持久。通常利用鼓棍敲打演奏，並以坐地式或懸掛式的的鼓架承托鼓身。

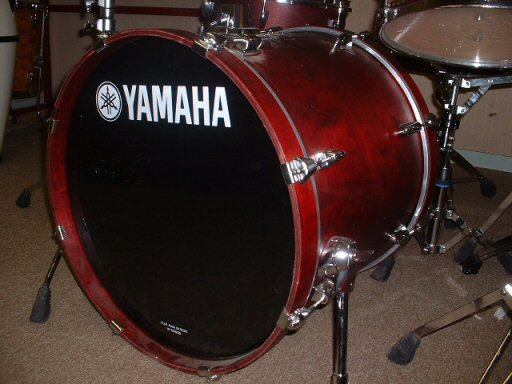
爵士鼓中所使用大鼓

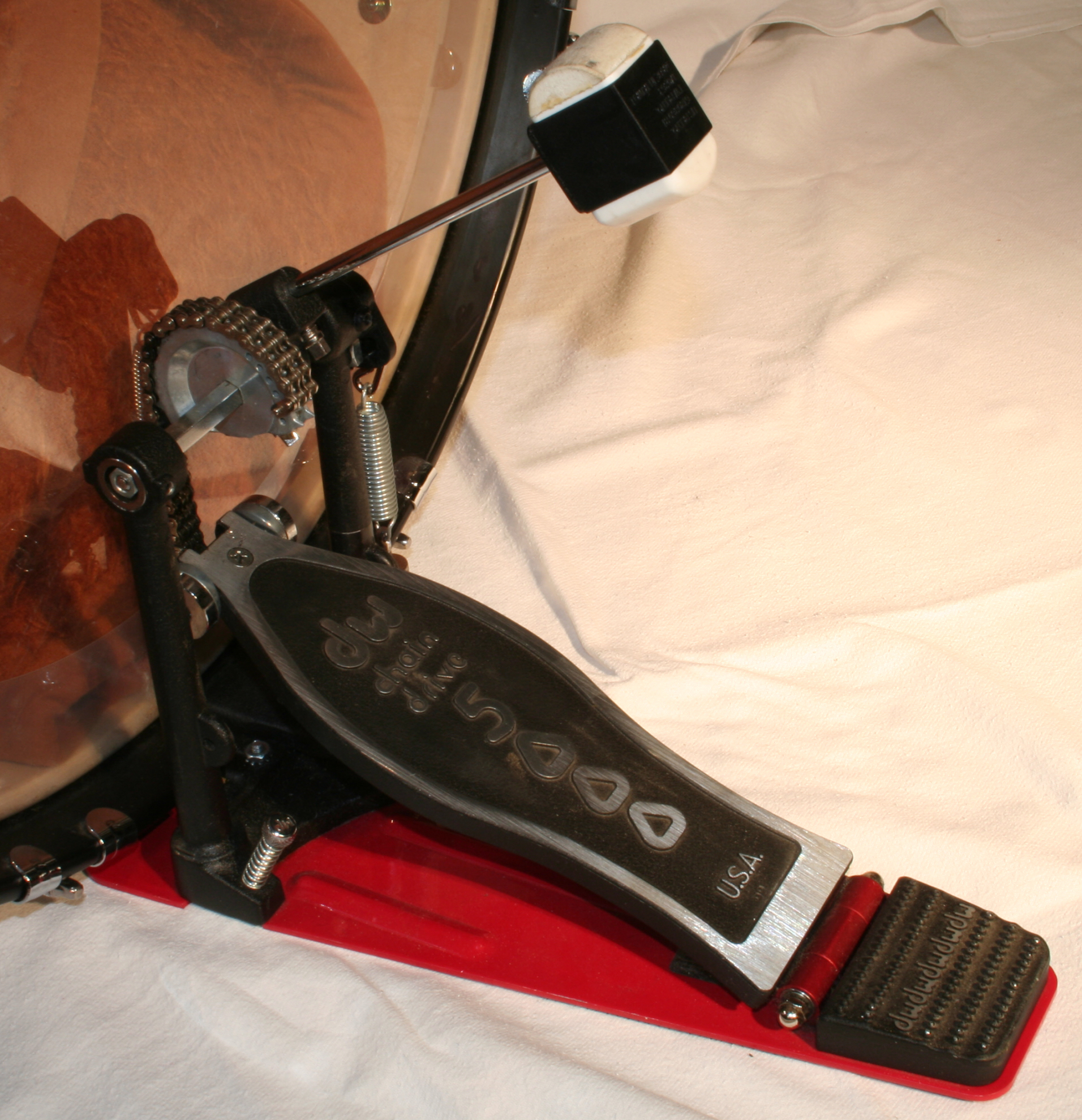
用腳踩踏板敲打的大鼓

- 多用於爵士樂，並且配以踏板控制和發聲，不使用鼓棍。直徑由14英吋至24英吋，深度12吋至18吋。由於爵士大鼓直徑和深度相約，而直徑又比一般樂隊用大鼓為短，聲音較尖而實，餘音較短；由於鼓面由腳踩踏板的敲打所造成，每一次敲打的位置近乎相同，鼓聲較為統一。

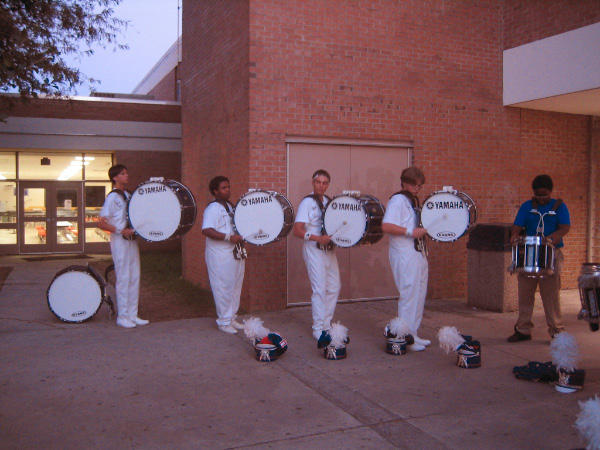
步操隊的大鼓手，穿上特製的鼓架衣

- 多用於軍樂隊或步操隊，構造和管絃樂團中所用的大鼓相約，但體積較小，直徑16英吋至32英吋，深度12英吋至18英吋。在這類樂隊中，數量可以由只需1個至最多4個不同大小的鼓，由於鼓手需一邊跟著隊伍前進一邊打鼓，大鼓不可能固定在地上或安裝在活動滑輪架上再推動，所以大鼓手會穿上一種特製的鼓架衣，可以把大鼓置於前方的承托架上。

## 運用
- 在爵士樂中，踏板大腳主要提供節奏最穩定的節奏基礎。以4/4節奏為例，大鼓通常會奏出第1拍及第3拍，進階層次是在這兩下的基礎上，進行一些變奏。
- 在管絃樂隊中，大鼓則表達某類特定的音樂情感，例如輕滾奏時會營造深沉或不安的感覺；重擊則製造驚嚇、恐俱、憤怒或激動的內心情感，或是表達炮火、雷電的景像；至於在進行曲中，大鼓便是營造威武、整齊的感覺。
- 二十世紀俄國作曲家浦羅哥菲夫，喜歡以大鼓代替定音鼓。這從多首管絃樂組曲，包括《三個橘子之戀》、《基歷將軍》、《羅密歐與朱麗葉》中的配器可以看出。
- 浦羅哥菲夫的孫兒，現定居英國的跨界別作曲家加百列·浦羅哥菲夫，創作了世界上第一首專為大鼓而寫成的協奏曲，並由英國打擊樂手布爾茲（Joby Burgess）及米蘭諾夫（Rossen Milanov）領導的普林斯頓交響樂團（Princeton Symphony）作首演。[1]